# Smicromorpha
Smicromorpha ist die einzige Gattung der Unterfamilie Smicromorphinae innerhalb der Erzwespenfamilie Chalcididae. Die Gattung wurde 1913 von dem US-amerikanischen Entomologen Alexandre Arsène Girault erstbeschrieben. Die Typusart ist Smicromorpha doddi Girault, 1913. Girault führte für die neue Art eine eigene Gattung Smicromorpha und eine eigene Tribus Smicromorphini innerhalb der Familie der Chalcididae ein. Molekularbiologische Studien von Munro et al. (2011) und Cruard et al. (2020) bestätigten die Stellung des Taxon als Unterfamilie innerhalb der Chalcididae.

## Merkmale
Die Smicromorphinae besitzen eine Ophion-ähnliche Gestalt (große Facettenaugen und Ocelli in Kombination mit einer hellen nichtmetallischen Körperfärbung), die typischerweise bei nachtaktiven Arten anderer Hautflüglerfamilien (beispielsweise bei der Schlupfwespen-Unterfamilie Ophioninae) vorkommt. Das hoch platzierte Metasoma befindet sich am oberen Rand des Propodeum. Weitere Merkmale der Smicromorphinae sind: Der Gaster ist schwach sklerotisiert und fällt bei Trocknung des Präparats gewöhnlich in sich zusammen. Die hypostomalen und subforaminalen Brücken liegen in derselben Ebene. Der Petiolus ist an der Basis des Propodeum eingelenkt. Die Basis der Mandibeln wird dorsal vom Genalrand verdeckt.

## Verbreitung
Die Gattung Smicromorpha ist in Indien, Südostasien und in Australien vertreten. Möglicherweise kommt die Gattung auch im östlichen Afrika (Kenia) vor.

## Lebensweise
Über die Biologie der Smicromorphinae ist wenig bekannt. Die parasitisch lebenden Erzwespen konnten in Nestern von Weberameisen (Oecophylla), insbesondere Oecophylla smaragdina, gezüchtet werden. Einzelne Smicromorpha-Arten werden von künstlichen Lichtquellen angezogen und sind vermutlich nachtaktiv. Andere Arten sind offenbar dämmerungs- oder tagaktiv.

## Innere Systematik
Die Gattung Smicromorpha umfasst folgende 8 Arten.
- Smicromorpha attenboroughi Binoy, 2021 – Indien
- Smicromorpha banksi Naumann, 1986 – Australasien
- Smicromorpha doddi Girault, 1913 – Australien
- Smicromorpha eudela Naumann, 1986 – Australien
- Smicromorpha keralensis Narendran, 1979 – Indien
- Smicromorpha lagynos Naumann, 1986 – Australien
- Smicromorpha masneri Darling, 2009 – Vietnam
- Smicromorpha minera Girault, 1926 – Australien